# Мельничні Пам'яли
Ме́льничні Пам'я́ли (рос. Мельничные Памъялы, марій. Вакшсола Памъял) — присілок у складі Звениговського району Марій Ел, Росія. Входить до складу Кужмарського сільського поселення.

## Населення
Населення — 286 осіб (2010; 331 у 2002).
Національний склад (станом на 2002 рік):
- марі — 100 %